# Puebla de Don Fadrique
Puebla de Don Fadrique er en by og kommune i det sydøstlige Spanien i provinsen Granada. Den har et indbyggertal på 2.202 (2024) indbyggere.